# Tharra bispiculata
Tharra bispiculata är en insektsart som beskrevs av Nielson 1975. Tharra bispiculata ingår i släktet Tharra och familjen dvärgstritar. Inga underarter finns listade i Catalogue of Life.